# Eugene McCabe
Eugene McCabe (Glasgow, Escocia; 7 de julio de 1930 - Cavan, Irlanda; 27 de agosto de 2020) fue un novelista y dramaturgo escocés que desarrolló toda su carrera en Irlanda.

## Biografía
Hijo de inmigrantes irlandeses, McCabe nació en Glasgow, trasladándose a Irlanda con su familia en la década de 1940. Vivió en una granja cerca de Lackey Bridge, cerca de la localidad de Clones.
Su obra King of the Castle levantó cierta controversia tras su estreno en 1964 y fue censurada por la Liga de la Decencia. McCabe escribió su laureada trilogía para televisión, conformada por las obras Cancer, Heritage y Siege, basado en las consecuencias del conflicto norirlandés. Su novela de 1992 Death and Nightingales fue descrita por el escritor irlandés Colm Tóibín como "una de las grandes obras de arte irlandesas del siglo" y como "un clásico de nuestra época" por Kirkus Reviews.
McCabe falleció en Londres el 27 de agosto de 2020 a los noventa años.

## Obra

### Teatro
- A Matter of Conscience (1962)
- King of the Castle (1964)
- Pull Down a Horseman (1966)
- Breakdown (1966)
- Swift (1969)
- Gale Day (1979)
- Victims (1981)

### Televisión
- Cancer (1973)
- Heritage (1973)
- Siege (1973)
- Roma (1979)

### Novela
- Death and Nightingales (1992)
- The Love of Sisters (2009)

### Relatos cortos
- Victims: A Tale from Fermanagh (1976)
- Heritage and Other Stories (1978)
- Christ in the Fields, A Fermanagh Trilogy (1993)
- Tales from the Poor House (1999)
- Heaven Lies about Us (2005)

### Infantil
- Cyril: The Quest of an Orphaned Squirrel (1987)
- Cyril's Woodland Quest (2001)